# 4. ceremonia wręczenia Orłów
4. ceremonia wręczenia Orłów za rok 2001, miała miejsce 9 marca 2002 roku na Zamku Królewskim w Warszawie.
Nominacje do nagród zostały ogłoszone dnia 5 lutego 2002 roku. O nominacje do nagród ubiegało się w tym roku 27 filmów. Nagrody tegorocznie zostały wręczone w szesnastu kategoriach.
Najwięcej nominacji – po 10 – otrzymały dwa filmy: Cześć Tereska w reżyserii Roberta Glińskiego oraz Weiser Wojciecha Marczewskiego. Sześć nominacji otrzymał film Boże skrawki w reżyserii Yurka Bogayewicza. Wyżej wymienione filmy wraz z Angelusem oraz Requiem zostały nominowane w kategorii najlepszy film.
W kategorii najlepsza drugoplanowa rola kobieca, dwie nominacje otrzymała piętnastoletnia wówczas Olga Frycz. Nominacje otrzymała za role w filmach Weiser oraz Boże skrawki.
Najwięcej nagród, otrzymał film Cześć Tereska Roberta Glińskiego, który łącznie otrzymał pięć nagród, w tym za najlepszy film, najlepszą reżyserię, najlepszy scenariusz oraz najlepszą główną rolę męską Zbigniewa Zamachowskiego. Film otrzymał również przyznaną po raz pierwszy nagrodę publiczności.
Po trzy nagrody otrzymali twórcy filmów Weiser oraz Quo vadis. Nagrodę za najlepszą główną rolę kobiecą otrzymała Kinga Preis, za rolę w filmie Cisza. Nagrody drugoplanowe przyznano Stanisławie Celińskiej za rolę w Pieniądze to nie wszystko oraz Jerzemu Treli za występ w filmie Quo vadis.
Nagrodę za najlepszą muzykę otrzymał pośmiertnie Grzegorz Ciechowski za skomponowanie muzyki do Wiedźmina. Laureatem nagrody za osiągnięcia życia został Tadeusz Konwicki.

## Laureaci i nominowani
Laureaci nagród wyróżnieni są wytłuszczeniem

### Najlepszy film
Reżyser / Producenci / Koproducenci − Film
- Robert Gliński / Filip Chodzewicz – Cześć Tereska
  - Lech J. Majewski / Henryk Romanowski / Paweł Mossakowski, Małgorzata Retej, Włodzimierz Niderhaus i Kazimierz Sioma – Angelus
  - Yurek Bogayewicz / Zev Braun, Avi Lerner i Philip Krupp – Boże skrawki
  - Witold Leszczyński / Włodzimierz Otulak / Janusz Morgenstern i Jerzy Buchwald – Requiem
  - Wojciech Marczewski / Krzysztof Zanussi / Dorota Rakowska-Kośmicka, Maciej Strzembosz i Jan Dworak – Weiser

### Najlepsza reżyseria
- Robert Gliński − Cześć Tereska
  - Lech J. Majewski − Angelus
  - Yurek Bogayewicz − Boże skrawki
  - Witold Leszczyński − Requiem
  - Wojciech Marczewski − Weiser

### Najlepszy scenariusz
- Jacek Wyszomirski − Cześć Tereska
  - Lech J. Majewski, Bronisław Maj i Ireneusz Śiwiński − Angelus
  - Yurek Bogayewicz − Boże skrawki
  - Mariusz Malec − Człowiek wózków
  - Piotr Wereśniak − Stacja
  - Wojciech Marczewski − Weiser

### Najlepsza główna rola kobieca
- Kinga Preis − Cisza
  - Aleksandra Gietner − Cześć Tereska
  - Magdalena Cielecka − Egoiści
  - Jadwiga Jankowska-Cieślak − Szczęśliwy człowiek
  - Anna Dymna − Wiedźmin

### Najlepsza główna rola męska
- Zbigniew Zamachowski − Cześć Tereska
  - Rafał Królikowski − Pół serio
  - Franciszek Pieczka − Requiem
  - Marek Kondrat − Weiser
  - Michał Żebrowski − Wiedźmin

### Najlepsza drugoplanowa rola kobieca
- Stanisława Celińska − Pieniądze to nie wszystko
  - Olga Frycz − Boże skrawki
  - Olga Frycz − Weiser
  - Małgorzata Rożniatowska − Cześć Tereska

### Najlepsza drugoplanowa rola męska
- Jerzy Trela − Quo vadis
  - Krzysztof Kiersznowski − Cześć Tereska
  - Jan Frycz − Egoiści
  - Maciej Stuhr − Przedwiośnie
  - Zbigniew Zamachowski − Weiser

### Najlepsze zdjęcia
- Krzysztof Ptak − Weiser
  - Adam Sikora − Angelus
  - Paweł Edelman − Boże skrawki
  - Arkadiusz Tomiak − Cisza
  - Pedro Aleksowski − Cześć Tereska
  - Jacek Petrycki − Człowiek wózków

### Najlepsza muzyka
- Grzegorz Ciechowski − Wiedźmin (nagroda przyznana pośmiertnie)
  - Tomasz Stańko − Cisza
  - Jan Kanty Pawluśkiewicz − Mała Vilma
  - Jan A.P. Kaczmarek − Quo vadis
  - Zygmunt Konieczny − Szczęśliwy człowiek

### Najlepsza scenografia
- Janusz Sosnowski − Quo vadis
  - Lech J. Majewski i Katarzyna Sobańska − Angelus
  - Borys F. Kudliczka − Egoiści
  - Anna Wunderlich − Przedwiośnie
  - Andrzej Kowalczyk − Weiser

### Najlepsze kostiumy
- Magdalena Tesławska, Paweł Grabarczyk − Quo vadis
  - Anna Jagna Janicka − Boże skrawki
  - Jan Kozikowski − Pół serio
  - Małgorzata Braszka − Przedwiośnie
  - Małgorzata Stefaniak − Wiedźmin

### Najlepszy montaż
- Milenia Fiedler − Weiser
  - Marek Denys − 6 dni strusia
  - Krzysztof Szpetmański − Cześć Tereska
  - Jadwiga Zajiček − Pieniądze to nie wszystko
  - Wanda Zeman − Wiedźmin

### Najlepszy dźwięk
- Francois Musy, Joanna Napieralska, Mariusz Kuczyński i Marek Wronko − Weiser
  - Lech Brański − Cześć Tereska
  - Katarzyna Dzida − Poranek kojota
  - Andrzej Lewandowski, Jacek Hamela, Andrzej Bohdanowicz, Ryszard Krupa i Błażej Kukla − Pół serio
  - Piotr Knop − Quo vadis

### Nagroda publiczności
- Cześć Tereska, reż. Robert Gliński

### Nagroda specjalna
- Agnieszka Holland,
- Sławomir Idziak

### Nagroda za osiągnięcia życia
- Tadeusz Konwicki

## Podsumowanie liczby nominacji
(Ograniczenie do dwóch nominacji)
10 : Cześć Tereska, Weiser
6 : Boże skrawki
5 : Angelus, Wiedźmin, Quo vadis
3 : Requiem, Cisza, Pół serio, Egoiści
2 : Człowiek wózków, Stacja, Szczęśliwy człowiek, Pieniądze to nie wszystko, Przedwiośnie

## Podsumowanie liczby nagród
(Ograniczenie do dwóch nagród)
5 : Cześć Tereska
3 : Weiser, Quo vadis